# Internazionali Femminili di Palermo 2023
Internazionali Femminili di Palermo 2023 (sau Palermo Ladies Open) a fost un turneu profesionist de tenis feminin care s-a jucat pe terenurile cu zgură în aer liber la Country Time Club. A fost cea de-a 31-a ediție a turneului și a făcut parte din Circuitul WTA 2023. A avut loc la Palermo, Italia, între 17 și 23 iulie 2023.

## Campioni

### Simplu
Pentru mai multe informații consultați Internazionali Femminili di Palermo 2023 – Simplu

### Dublu
Pentru mai multe informații consultați Internazionali Femminili di Palermo 2023 – Dublu

## Distribuția punctelor
| Probă  | C   | F   | SF  | QF | R16 | R32 | Q   | Q2  | Q1  |
| Simplu | 280 | 180 | 110 | 60 | 30  | 1   | 18  | 12  | 1   |
| Dublu  | 280 | 180 | 110 | 60 | 1   | N/A | N/A | N/A | N/A |